# Lorenz Bäumer
Pour les articles homonymes, voir Bäumer.
Lorenz Bäumer, né en 1965 à Washington, est un joaillier et créateur franco-allemand installé place Vendôme à Paris.

## Biographie
Lorenz Bäumer naît à Washington, aux États-Unis, d'une mère française et d'un père diplomate allemand. Il séjourne dans plusieurs pays étrangers au fil des missions de son père. Il est élève en classes préparatoires chez les jésuites puis obtient son diplôme d’ingénieur à Centrale en 1988. 
En 1988, il réalise ses premiers bijoux fantaisie. La même année, Alain Wertheimer le charge de créer la joaillerie pour la maison Chanel : la ligne « Camélia » en pierre sculptée, la bague « Matelassée » perles, la bague « Coco », et la ligne « Ultra ». Il travaille pour Chanel de manière anonyme, jusqu'en 2007,.
Il crée sa maison de joaillerie en 1992 et inaugure ensuite trois salons en 1995 à l’étage du 4, place Vendôme à Paris. Sa collaboration avec Chanel prend fin en 2007 quand Bernard Arnault le nomme directeur artistique de la joaillerie Louis Vuitton,.
En 2010, le prince Albert II et la princesse Charlène de Monaco choisissent le joaillier pour créer le bijou célébrant leur mariage : la tiare « écume de diamants ». Lorenz Bäumer a également conçu les épées d'académicien de Xavier Darcos, Gabriel de Broglie, Jacques Taddei et Francis Girod,.
Le 11 juin 2013, sa Maison ouvre sa première boutique au 19, place Vendôme.
En 2022, Bäumer est sélectionné par Hennessy pour concevoir une carafe unique en édition limitée commémorant le 75e anniversaire de la saison NBA.
En 2023, lui et son associé inaugurent une boutique au Qatar, dans le centre commercial l’Oasis à Doha,.

## Décorations
- Chevalier de la Légion d'honneur (2010)[11].
- Officier de l'ordre des Arts et des Lettres (2009 ; chevalier en 2004)[12],[13].

## Publications
- (fr + en) Le Dictionnaire égoïste de Lorenz Bäumer, Paris, La Martinière, 2007, 285 p. (ISBN 978-2-7324-3524-4)
- (fr + en) Le Temps : la montre daguerréotype, 2009, 39 p.